# B1 Preliminary
El Preliminary English Test (PET) es un examen internacional que respalda un cierto nivel de dominio del idioma inglés. La Cambridge University Press ha publicado material asociado.
El examen Preliminary consta de tres puntos principales: el enfoque, las ideas y las explicaciones; corresponde al nivel B1 del Marco Común Europeo de Referencia para las Lenguas. En este nivel de competencia, los candidatos deberán ser capaces de:
- Entender los argumentos esenciales de un discurso normal y comprender la conversación cuando ésta se centre en temas que les resulten conocidos, tales como trabajo, escuela, aficiones, etc.

- Saber desenvolverse en la mayoría de las situaciones de comunicación que se pueden dar cuando se viaja.

- Expresarse de forma sencilla y coherente sobre temas conocidos e intereses personales. Los candidatos son capaces de contar experiencias y acontecimientos personales y describir sus sueños, ilusiones y metas. También son capaces de explicar o justificar brevemente sus planes u opiniones.

## La estructura del examen
El PET consta de 3 partes:

### Reading & Writing (Lectura y Escritura)
Evalúa la capacidad para leer y escribir, interpretando textos extraídos de anuncios, folletos, periódicos, etc. Tiene duración de una hora y otorga hasta un 50% de la última nota.
En la lectura se aconseja leer el texto para tener una idea general de lo que se comenta y de sus principales puntos.

### Listening (Comprensión auditiva)
Evalúa la capacidad para comprender el idioma hablado a través de la reproducción de grabaciones con conversaciones o lecturas en voz alta. Dura 30 minutos y otorga hasta un 25% de la calificación final.
Antes de escuchar, es recomendable leer las oraciones y subrayar las palabras clave, y después pensar en palabras y frases sinónima, y escuchar las expresiones similares.

### Speaking (Expresión oral)
Evalúa la capacidad para interactuar en una conversación en inglés, ya sea con el examinador o con otro estudiante. Dura alrededor de 10-12 minutos por cada dos estudiantes examinados, y otorga hasta un 25% de la calificación final.

## Los certificados
Los exámenes son enviados a Inglaterra, donde son calificados por profesionales experimentados y especialmente capacitados para esta tarea. Todos los candidatos aprobados reciben un certificado.
Hay tres tipos de calificación para los aprobados: Pass with Distinction 90% a 100% (Aprobado con Distinción) Pass with Merit 85% a 89% (Aprobado con Méritos) y Pass 70% a 84% (Aprobado). Además, los candidatos reciben un informe sobre su desempeño con una representación gráfica de sus resultados en cada parte del examen.

## ¿Por qué presentarse al PET?
Los certificados PET marcan la diferencia porque:
- Enriquecen el curriculum vitae y proporcionan mejores oportunidades profesionales.

- Confieren prestigio, credibilidad y diferenciación a las instituciones que los incorporan.

- Son reconocidos internacionalmente y aceptados por instituciones de enseñanza y empresas como prueba del conocimiento y del nivel de inglés.

- Ayudan a desarrollar habilidades de comunicación.

- No pierden su validez.

- Ayudan a prepararse para certificados más avanzados: FCE, CAE y CPE.

### ¿Dónde me puedo examinar del examen PET?
El buscador de exámenes de cambridge , donde podemos encontrar todos los centros de exámenes cambridge.

## Títulos de inglés general de ESOL de Cambridge
- Key (Key English Test): Nivel Básico (A2 en el Marco común europeo de referencia para las lenguas (MCERL))
- Preliminary (PET - Preliminary English Test): Nivel Intermedio (B1 en el MCERL)
- First (First Certificate in English): Nivel Intermedio-alto (B2 en el MCERL)
- Advanced (Certificate in Advanced English): Nivel Avanzado (C1 en el MCERL)
- Proficiency (Certificate of Proficiency in English): Nivel Profesional (C2 en el MCERL)